# 范廷謀
范廷謀，字周路，号省庵，浙江甬城（今宁波）人，祖籍江蘇蘇州，清朝官員，为范仲淹第十九代孙。
其祖父范亿、父范洪震为当地名医。范廷謀于康熙三十一年七月，以监生在陕西捐光禄寺典簿应升。康熙五十一年（1712年），任湖南郴州知州，其组织补缀《郴州总志》，并于康熙五十八年刻本。雍正三年（1725年），范廷謀奉旨接替高鐸，於台灣地區擔任台灣府知府。而此官職是台灣清治時期此期間，受台灣道制約的台灣地方父母官。次年，离任赴京。后授两淮盐运使，死于任上，授中议大夫。
范廷謀善于诗书，其留世著作有《杜诗直解》、《滇南诗稿》、《稼石堂诗存》、《归舟诗和集》等。范廷謀故居即范宅仍然保留至今，为宁波现存最完整的明朝民居、著名旅游景点。